# Министерство общественной безопасности (Польша)
Министерство общественной безопасности (пол. Ministerstwo Bezpieczeństwa Publicznego, MBP) — польское правительственное ведомство 1945—1954, известно также под названием Управление безопасности (UB) (пол. Urząd Bezpieczeństwa); соединяло функции карательного органа и спецслужбы при сталинистском правлении Болеслава Берута. Формально занималось обеспечением правопорядка и государственной безопасности, реально являлось орудием политических репрессий режима ППР-ПОРП. Министром весь период существования являлся Станислав Радкевич, партийно-политическим куратором — Якуб Берман. Упразднено в начале польской десталинизации. В конце 1954 преобразовано в Комитет общественной безопасности и Министерство внутренних дел ПНР. В Третьей Речи Посполитой признано органом госбезопасности тоталитарного режима, бывшие функционеры подпадают под законодательство о люстрации и о коммунистических преступлениях.

## Предыстория
21 июля 1944 в Москве был создан Польский комитет национального освобождения (ПКНО) — просоветское польское правительство, контролируемое коммунистической и просоветской Польской рабочей партией (ППР). На следующий день в Хелме была издана программа ПКНО — Июльский манифест. С 1 августа резиденция ПКНО перенесена в Люблин.
ПКНО состоял из 13 функциональных подразделений. Особое место среди них занимало Ведомство общественной безопасности (пол. Resort Bezpieczeństwa Publicznego, RBP), во главе которого стоял коммунист Станислав Радкевич. Структурную основу RBP создавал Департамент контрразведки, учреждённый 1 августа под руководством коммуниста Романа Ромковского. Кадры комплектовались из числа коммунистических активистов с опытом довоенного подполья, Армии Людовой, испанских интербригад и отдельного штурмового спецбатальона 1-го польского корпуса под командованием Генрика Торуньчика. Важной составляющей при наборе являлась идеологическая мотивация. Предпочтение отдавалось сотрудникам советских спецслужб или выпускникам курсов НКВД.
В воеводствах, городах, повятах и гминах создавались территориальные управления безопасности (Urząd Bezpieczeństwa, UB) . Воеводское управление (Wojewódzki Urząd Bezpieczeństwa Publicznego, WUBP) по штатному расписанию насчитывало 308 сотрудников, городское (Miejski Urząd Bezpieczeństwa Publicznego, MUBP) — 148 человек, повятское (Powiatowy Urząd Bezpieczeństwa Publicznego, PUBP) — 51, гминное (Gminny Urząd Bezpieczeństwa Publicznego, GUBP) — 2-3. К концу 1944 года штатный состав RBP достигал 3 тысяч человек. Под управлением ведомства находились до 13 тысяч сотрудников гражданской милиции и бойцов внутренних войск. Начальником RBP являлся полковник Радкевич, секретарём — подполковник Юлиан Конар, комендантом — подполковник Стефан Собчак, ключевой департамент контрразведки возглавлял подполковник Ромковский.
Перед RBP ставились задачи выявления и ликвидации немецкого военного шпионажа, защиты польских политических организаций и хозяйственных объектов. Но с самого начала важными функциями объявлялась «борьба с реакционным подпольем и политическим бандитизмом» — то есть подавление польского антикоммунистического сопротивления. Органы госбезопасности становились орудием партийного правления.

## Политическая роль

### Руководство
1 января 1945 было образовано Временное правительство Республики Польша под председательством прокоммунистически ориентированного социалиста Эдварда Осубки-Моравского. Департаменты ПКНО преобразовались в министерства. RBP стал именоваться Министерство общественной безопасности (Ministerstwo Bezpieczeństwa Publicznego, MBP, МОБ). Создавалось МОБ при активном участии и инструктаже Министерства государственной безопасности СССР.
Министром общественной безопасности был утверждён Станислав Радкевич, его первым заместителем — Роман Ромковский, заместителями — Мечислав Метковский и Конрад Светлик; все в звании генерал бригады. Радкевичу в 1947 присвоено звание генерал дивизии. В разное время заместителями министра общественной безопасности являлись также главный комендант гражданской милиции генерал дивизии Францишек Юзвяк, подполковник Ян Птасиньский бывший активист КПП Владислав Вольский, функционер Коминтерна Вацлав Левиковский, социалистический активист Генрик Вахович (единственный некоммунист в руководстве МОБ).
Руководители МОБ занимали сильные позиции в силовых структурах ППР, пользовались полным доверием советского руководства, ранее состояли в ВКП(б) и участвовали во Второй мировой войне на стороне СССР. Партийное курирование МОБ, то есть высшее политическое руководство, осуществлял Якуб Берман — член Политбюро ЦК ППР, с 1948 Политбюро ЦК ПОРП. Болеслав Берут, Хилари Минц и Якуб Берман составляли «правящий триумвират» (Берман на том этапе фактически являлся доверенным лицом Сталина).
С марта 1946 структура МОБ перешла в подчинение Государственной комиссии безопасности, с февраля 1949 — Комиссии по безопасности ЦК ПОРП. Государственную комиссию формально возглавлял министр обороны Михал Роля-Жимерский, партийную — первый секретарь ЦК ПОРП, президент и премьер-министр ПНР Болеслав Берут. Реально ключевой фигурой карательного аппарата и спецслужб являлся Якуб Берман. Его ближайшими подчинёнными по факту стали первый замминистра генерал Роман Ромковский, начальники следственного, политического и внутрипартийного департаментов полковники Юзеф Ружаньский, Юлия Бристигер и Анатоль Фейгин. Эти четверо функционеров были самыми влиятельными в МОБ. С Берманом они связывались напрямую, минуя министра Радкевича.

### Репрессивные функции
МОБ занимало одно из ключевых мест в системе польского сталинизма. Перед министерством ставились преимущественно политические задачи: подавление антикоммунистического повстанчества (АК, NSZ, WiN, AKO, KWP), оппозиционных политических сил (Социалистической, Крестьянской и Народной партий, некоммунистических профсоюзов, сторонников эндеции и хадеции), польской католической церкви. На госбезопасность возлагалось силовое обеспечение политических (например, референдум 30 июня 1946) и экономических (национализация, коллективизация, реквизиция продукции) мероприятий правящей компартии. С 1948 важным направлением стали внутрипартийные чистки, расправа со сторонниками Владислава Гомулки. Эти направления деятельности МОБ явно превалировали над поддержанием правопорядка и борьбой с уголовной преступностью.
Органы и функционеры МОБ демонстрировали высокий уровень оперативной и боевой подготовки. Проводились успешные спецоперации, от контрповстанческих зачисток до многолетних интеллектуальных поединков. Уже в 1945 были арестованы военно-политические лидеры антикоммунистического сопротивления, организован Процесс шестнадцати в Москве. В 1948—1952 многоэтапная Операция Цезарь, проведённая под руководством полковников Генрика Вендровского, Юзефа Чаплицкого и Леона Анджеевского уничтожила остатки подпольного центра и оборвала связи подполья с американским ЦРУ и британским МИ6. Структуры МОБ играли важную роль в проведении Операции «Висла» — ликвидации отрядов УПА и депортации украинского населения из юго-восточных районов Польши.
Источники ПНР и СССР рассматривали положение в Польше второй половины 1940-х как гражданскую войну средней интенсивности (последнее повстанческое формирование было разбито под Ломжей в 1957). Количество погибших за эти годы оценивалось в 30 тысяч человек. В судебном порядке по представлению МОБ были вынесены около 6 тысяч смертных приговоров, численность политзаключённых достигала 200 тысяч.

### Межнациональная составляющая
Польские историки уделяют внимание национальным противоречиям в МОБ. Считается, что в период существования министерства в карательных органах доминировала «еврейская группа», лидером которой являлся Берман. По некоторым данным, евреи составляли почти 20 % (по другим подсчётам, почти 40 %) сотрудников МОБ и около половины руководящего состава — при том, что их доля в населении Польши не превышала 1 %.
Предполагается, что некоторые политические конфликты (например, арест генерала Корчинского) проистекали из противостояния «еврейской» и «антисемитской» группировок. При этом между этими «фракциями госбезопасности» практически не существовало идеологических разногласий — те и другие придерживались жёстко сталинистских позиций — только межнациональная служебная конкуренция.

### Внутренние конфликты
В аппарате МОБ, как и в ППР-ПОРП в целом, шла постоянная внутренняя борьба между противоборствующими группировками. Наиболее явственным было межнациональное противоборство, но и внутри обеих «национальных фракций» имели место жёсткие конфликты, основанные на персональных счётах, взаимных опасениях и амбициях:

Берман собирал все возможные материалы, которые могли представлять угрозу для Берута. Сохранились доносы Бристигер на Ружаньского, и не только на него. Ружаньский ненавидел Фейгина, Фейгин — Ружаньского, а Святло — их обоих.

Барбара Фиялковская, польский историк, «Борейша и Ружаньский: вклад в изучение сталинизма в Польше»

## Организационная структура и численность

### Система построения
К 1953 система МОБ включала центральный аппарат, 17 воеводских, 268 повятских управлений. Общая численность составляла 33,2 тысячи, из них 7,4 тысяч в варшавской штаб-квартире. Сеть секретных сотрудиников превышала 85 тысяч. Всего в подчинении МОБ в той или иной форме состояли 265 тысяч функционеров различных служб.
В ведении министерства состояли
- Гражданская милиция (MO), около 60 тысяч человек, главные коменданты Францишек Юзвяк, Юзеф Конажевский, Станислав Воланьский
- Корпус внутренней безопасности (KBW), более 40 тысяч, командующие Вацлав Комар, Юлиуш Хибнер
- Войска охраны границы, более 30 тысяч
- Добровольный резерв гражданской милиции (ORMO), свыше 120 тысяч
- подразделения тюремной охраны, порядка 10 тысяч
- служба противопожарной безопасности.

Таким образом МОБ строилась по модели советского НКВД, объединяя органы политического сыска, правоохраны, разведки и контрразведки и военизированные формирования особого назначения. Значительная роль KBW и ORMO, военизация MO объяснялись спецификой политического положения — первые годы существования министерство функционировало в условиях фактической гражданской войны.

### Аппаратные подразделения
К началу 1950-х система МОБ, включала следующие подразделения:
- I департамент — контрразведка, начальник — полковник Стефан Антосевич
- II департамент — техническое обеспечение, контроль за перепиской, ведение документации, начальник — подполковник Михал Таборыский
- III департамент — борьба с вооружённым подпольем, начальники — полковник Юзеф Чаплицкий, полковник Леон Анджеевский
- IV департамент — защита национальной экономики, начальники — полковник Юзеф Кратко, полковник Болеслав Гальчевский
- V департамент — общественно-политический (борьба с политической оппозицией и «социально опасными элементами»), начальник — полковник Юлия Бристигер
- VI департамент — содержание мест лишения свободы, начальники — капитан Теодор Дуда, полковник Хиполит Дуляш
- VII департамент — внешняя разведка, начальник — полковник Витольд Сенкевич
- VIII департамент — транспорт и связь, начальник — майор Чеслав Радзюкевич
- IX департамент — охрана объектов тяжёлой промышленности, начальник — подполковник Станислав Воланьский
- X департамент — «борьба с провокациями в рабочем движении» (слежка за функционерами ПОРП), начальник — полковник Анатоль Фейгин
- XI департамент — «борьба с враждебной деятельностью в религиозных организациях», начальник — полковник Кароль Венцковский

Не имели порядковых номеров
- Следственный департамент, начальник — полковник Юзеф Ружаньский
- Департамент охраны правительства, начальник — полковник Фаустин Гжибовский
- Кадровый департамент, начальник — полковник Миколай Орехва
- Департамент учебной подготовки, начальник — полковник Юзеф Кратко
- Департамент коммуникаций, начальник — полковник Феликс Сушек
- Организационно-плановый департамент, начальник — полковник Михал Хакман
- Административный департамент, начальник — подполковник Эугениуш Довкан
- Финансовый департамент, начальник — полковник Ян Киселов
- Департамент снабжения, начальник — подполковник Ян Лех
- Департамент здравоохранения, начальник — полковник Леон Гангель
- Строительный департамент, начальник — полковник Станислав Пизло
- Социальное бюро, начальник — полковник Станислав Пизло
- Военно-мобилизационное бюро, начальник — полковник Роман Габровский
- Бюро финансово-хозяйственного контроля, начальник — полковник Йоахим Гетзель
- Юридическое бюро (Руководящая должность в 1953 вакантна)
- Бюро C (шифровальное), начальник — майор Антоний Боньский
- Отдел A (наружное наблюдение), начальник — капитан Юзеф Войцеховский
- Отдел делопроизводства, начальник — полковник Ежи Седлецкий
- Отдел выдачи загранпаспортов, начальник — капитан Амелия Лесьневская
- Отдел снабжения для руководящих кадров, начальник — майор Мариан Собчиньский
- Служба BO (глушение враждебных радиопередач), начальник — подполковник Анатоль Еглиньский
- Центральный архив, начальник — полковник Зыгмунт Окрент
- Центральное квартирмейстерство, начальник подполковник Генрик Савицкий
- Комендатура (охрана объектов министерства), начальник — подполковник Бронислав Петраковский

В 1947 МОБ была также подчинена военная разведка, бывшая до того II отделом Генерального штаба Войска Польского. В июне 1950 военная разведка была возвращена в ведение Министерства обороны.
Бюджет МОБ превышал совокупные бюджеты хозяйственных и сцоиальных министерств, в том числе средства, направляемые на послевоенное восстановление. Уже в 1946 эти ассигнования превышали 19,5 миллионов злотых.

## Известные функционеры
Службу в МОБ проходили известные деятели партийно-государственного аппарата и силовых структур ПНР, в том числе будущие члены высшего руководства, не говоря о высокопоставленных функционерах МВД. Некоторые из них отличились впоследствии в подавлении Познанского восстания и протестов на Балтийском побережье, политических конфликтах середины 1950-х и конца 1960-х, противостояние ПОРП с профсоюзом Солидарность. Как правило, они занимали ортодоксально-сталинистские или национал-коммунистические позиции, был активными натолинцами, «партизанами», «партийным бетоном». Среди них
- Мечислав Мочар (Микола Дёмко), руководитель Лодзинского управления, впоследствии член Политбюро, секретарь ЦК ПОРП, министр внутренних дел, генерал дивизии
- Францишек Шляхциц, начальник ряда территориальных управлений, впоследствии член Политбюро, секретарь ЦК ПОРП, министр внутренних дел, генерал бригады
- Мирослав Милевский, оперативник территориальных управлений, впоследствии член Политбюро, секретарь ЦК ПОРП, министр внутренних дел, генерал дивизии
- Рышард Матеевский, начальник Гданьского управления, заместитель начальника следственного департамента, впоследствии начальник Службы безопасности ПНР (СБ), генерал бригады
- Владислав Цястонь, офицер Вроцлавского и Болеславецкого управлений, впоследствии начальник СБ
- Тадеуш Петшак, начальник управления Познани, впоследствии главный комендант милиции, генерал бригады
- Генрик Пентек, офицер управлений в Коньске и Пётркув-Трыбунальски, впоследствии начальник III департамента МВД ПНР, генерал бригады
- Владислав Пожога, референт управления в Жешуве, впоследствии начальник разведки и контрразведки, заместитель министра внутренних дел, генерал дивизии.
- Генрик Вальчиньский, офицер управления в Кельце, впоследствии начальник III департамента МВД ПНР и воеводский комендант милиции в Радоме, полковник
- Ежи Анджеевский, начальник управления в Тчеве, Кельце, впоследствии воеводский комендант милиции в Гданьске, генерал бригады
- Ярослав Верниковский, офицер управления в Щецине, впоследствии воеводский комендант милиции, генерал бригады
- Кшиштоф Майхровский, оперативник управления в Варшаве, впоследствии последний начальник III департамента СБ ПНР, генерал бригады
- Тадеуш Валихновский, комендант Академии внутренних дел, генерал бригады
- Мариан Мозгава, начальник управления в Томашуве-Любельском, впоследствии Радомский воеводский комендант милиции, полковник
- Сильвестр Пашкевич, офицер управления в Щецине, впоследствии начальник Гданьского управления СБ ПНР, полковник
- Генрик Зашкевич, офицер управления в Калише, впоследствии воеводский комендант милиции в Познани, полковник
- Зенон Дрында, офицер управления в Познани, впоследствии начальник Быдгощского управления СБ ПНР, полковник
- Зыгмунт Барановский, офицер управления в Гданьске, впоследствии начальник Катовицкого управления госбезопасности, полковник
- Эдмунд Перек, офицер управления в Кракове, впоследствии заместитель начальника 4 отдела и руководитель оперативной секции Катовицкого управления СБ ПНР, подполковник
- Феликс Двояк, офицер управления общественной безопасности в Кельце и Вроцлаве, впоследствии начальник управления КОБ в Познани, функционер центрального аппарата МВД, полковник
- Юзеф Святло, заместитель Фейгина по департаменту, подполковник, впоследствии бежал в Западный Берлин
- Адам Хумер, начальник следственного отдела в люблинском управлении, впоследствии заместитель Ружаньского по департаменту, полковник
- Генрик Дерешевич, заместитель Хумера в люблинском управлении, капитан
- Янина Дуда, функционер секретариата и канцелярии в центральном аппарате, майор (жена Теодора Дуды)
- Рышард Гонтаж, функционер управления в Красностывском повяте, впоследствии известный журналист и политик «партийного бетона», основатель Ассоциации «Реальность»
- Станислав Цозась, офицер управления общественной безопасности в Калише, впоследствии Познанский воевода

## Советские представители
Спецслужбы ПНР, в том числе МОБ, изначально создавались при активном участии советников и инструкторов из СССР. Должность главного советника МОБ занимали:
- генерал-полковник Иван Серов — 1945
- генерал-лейтенант Николай Селивановский — 1945—1946
- полковник Семён Давыдов — 1946—1950
- полковник Михаил Безбородов — 1950—1953
- генерал-лейтенант Николай Ковальчук — 1953
- полковник Серафим Лялин — 1953—1954

## Итоги деятельности
К 1954 силами МОБ было в основном подавлено вооружённое сопротивление режиму, нейтрализована политическая оппозиция (как подпольная, так и легальная), убиты либо арестованы её лидеры, проведена чистка ПОРП. Количество репрессированных, по имеющимся оценкам, достигло 300 тысяч, объектами оперативных разработок стали до 5 млн граждан. Было налажено интенсивное взаимодействие с соответствующими ведомствами других стран «соцлагеря», прежде всего МГБ СССР и Штази ГДР.
В то же время карательным органам не удалось остановить нарастание массового недовольства, грозившего социально-политическим взрывом, и преодолеть влияние костёла. Серьёзным провалом стал побег подполковника Юзефа Святло, предавшего гласности конфиденциальные направления деятельности министерства. Крайне одиозную репутацию приобрели многие функционеры МОБ, особенно Ромковский, Ружаньский, Бристигер, Хумер, Мочар — известные политическими убийствами и применением пыток.

## Расформирование
В 1953, после смерти Сталина и расстрела Берия, началась десталинизация в Польше. Важным направлением этого процесса стало разоблачение «злоупотреблений» в органах госбезопасности. Катализатором процесса явились выступления Святло. Позиции доминировавшей группы — и в сталинистской, и в «еврейской» ипостаси — оказались существенно подорваны. Заметно снизилось влияние Бермана.
7 декабря 1954 Государственный совет ПНР издал указ о расформировании Министерства общественной безопасности и учреждении двух ведомств — Комитета общественной безопасности и Министерства внутренних дел. Комитету во главе с Владиславом Двораковским передавались функции государственной безопасности (спецслужбы, политический сыск), Министерству во главе с Владиславом Вихой — поддержания правопорядка (правоохранительные органы, погранвойска). Большинство руководящих функционеров и рядовых сотрудников перешли на службу в новые учреждения. Однако наиболее одиозные — Ромковский, Ружаньский, Фейгин, Хумер, Бристигер — вскоре были уволены. Ромковский, Ружаньский и Фейгин в 1955—1956 были арестованы и осуждены на длительные сроки заключения за «нарушения соцзаконности» (применение пыток).
В 1956 милиция и госбезопасность были вновь объединены в МВД, в структуре которого выделялись СБ, занятая политическим сыском, и ЗОМО, предназначенная для подавления массовых протестов.

## Оценка в современной Польше
С 1997 в Польше действует законодательство о люстрации, с 1998 — Институт национальной памяти, в задачи которого входит расследование коммунистических преступлений. Министерство общественной безопасности 1944—1954 годов отнесено к категории органов госбезопасности (карательных органов) тоталитарного режима, каковым признана бывшая ПНР. Структуры и функционеры МОБ подпадают под действие этих актов.